# Constantí II Pronagortz
Constantí II Pronagortz fou patriarca de l'església armènia del 1286 al 1289. Fou elegit a la mort de Hacob I de Kla i va seguir la seva línia, oposant-se amb prou fermesa a la unió amb l'església romana. El rei Hethum II d'Armènia Menor, que era partidari, per necessitat, de la unió, el va fer deposar el 1289. Fou elegit llavors Stepanos IV de Romqla (Rumqala o Hromgla).